# Reggenza di Samosir
La reggenza di Samosir (in lingua indonesiana: Kabupaten Samosir) è una reggenza dell'Indonesia, situata nella provincia di Sumatra Settentrionale.